# Sizhou (köpinghuvudort i Kina, Jiangxi Sheng, lat 29,05, long 117,71)
Sizhou är en köpinghuvudort i Kina. Den ligger i provinsen Jiangxi, i den sydöstra delen av landet, omkring 180 kilometer öster om provinshuvudstaden Nanchang. Antalet invånare är 29 428. Befolkningen består av 14 360 kvinnor och 15 068 män. Barn under 15 år utgör 20,0 %, vuxna 15-64 år 70 %, och äldre över 65 år 9,0 %.
Runt Sizhou är det ganska tätbefolkat, med 144 invånare per kvadratkilometer. Sizhou är det största samhället i trakten. I omgivningarna runt Sizhou växer i huvudsak blandskog.
Genomsnittlig årsnederbörd är 2 757 millimeter. Den regnigaste månaden är juni, med i genomsnitt 493 mm nederbörd, och den torraste är oktober, med 41 mm nederbörd.